# ビクトリア観光
株式会社ビクトリア観光は、北海道札幌市に本社を持つ、パチンコチェーンの「ビクトリア」を展開している企業である。札幌方面遊技事業協同組合と日本遊技関連事業協会の会員企業。

## 概要
1987年に松谷明良が設立（創立は1977年）し、北海道にてパチンコ店を7店展開している。
企業理念は「勝ち負けを越えて大衆娯楽を楽しんでほしい」
2017年に設立40周年を迎え、京王プラザホテルにて開催した祝賀会では、立憲民主党の赤松広隆議員や、日本遊技関連事業協会会長の庄司孝輝や、北洋銀行の取締役本店長の藤池英樹が登壇し、また社長のファンであるマギー司郎が芸を披露した
また、CMに江頭2:50を登用するなど、広告にも力を入れていた。

## 沿革
1977(昭和52)年9月　第一店となる岩内店を開店
1978(昭和53)年12月　有限会社 松谷興業設立
1987(昭和62)年7月　資本金3000万円で株式会社ビクトリア観光を設立
2002(平成14)年4月　本社を札幌市中央区南9条西11丁目へ移転
2006(平成18)年2月　有限会社 松谷興業から株式会社 松谷興業へ組織変更
2008(平成20)年9月　株式会社 松谷興業を吸収合併
2015(平成27)年2月　株式会社ビクトリアサービス設立

## 社会貢献活動
北海道大沼国定公園の横津岳山麓から湧き出た、アルカリイオン水を「北海道のからだにやさしいミネラルウォーター」として販売していて、また、端玉で交換された菓子等の端玉賞品を地元の社会福祉施設等に寄付している。
さらに当社の基本理念である『地域とともに発展していくこと』の実現のため、地域の清掃活動に参加している。

## 運営している店舗
・ビクトリア 倶知安店
・ビクトリア 岩見沢店
・1円パチンコ ビクトリア 宮の沢店
・ビクトリア 滝川店
・ビクトリア 伊達店
・ビクトリア 室蘭店
・ビクトリア 余市店

## かつて運営していた店舗
・ビクトリア 倶知安東店（ひまわり 倶知安店からの転換店舗。）
・ビクトリア 岩内店
・ビクトリア 遠軽店（パチンコスタジアム K-1 遠軽店からの転換店舗）
・ビクトリア 手稲店（ギンザEXE 手稲店からの転換店舗。現在はプレイランド ハッピー 手稲前田店）
・ビクトリア すすきの店

## グループ会社
・株式会社ビクトリアサービス